# August: Osage County
August: Osage County (bra: Álbum de Família; prt: Um Quente Agosto) é um filme estadunidense de 2013, dirigido por John Wells, com roteiro adaptado por Tracy Letts da peça de teatro de sua própria autoria vencedora dos prêmios Pullitzer e Tony.

## Sinopse
Em Agosto, no condado de Osage: Beverly Weston é poeta e alcoólatra enquanto sua mulher, Violet (Meryl Streep), sofre de câncer de boca e está viciada em remédios. Beverly decide contratar uma empregada e cozinheira para ajudar Violet. Ele contrata uma jovem índia cheyenne chamada Johnna (Misty Upham), que é vítima de frequentes ataques racistas de Violet.
Algumas semanas depois da chegada de Johnna, Beverly desaparece, o que faz a família se reunir em sua procura, mas a única coisa que encontram, dias depois, é o corpo de Beverly. As três filhas de Violet, Barbara (Julia Roberts), que além de estar em divórcio com seu marido Bill (Ewan McGregor), tem um relacionamento distante com a filha adolescente Jean (Abigail Breslin), Karen (Juliette Lewis), que está noiva do seu terceiro marido, Steve (Dermot Mulroney), e Ivy (Julianne Nicholson), que ainda vive com os pais, mas esconde um relacionamento com seu primo Charles (Benedict Cumberbatch). Uma série de conflitos emergem nos dias que se seguem, já que Violet e Barbara nunca entenderam uma a outra, e tanto Ivy quanto Karen estão a beira de abandonar a família.

## Elenco
- Meryl Streep como Violet Weston
- Julia Roberts como Barbara Weston-Fordham
- Ewan McGregor como Bill Fordham
- Chris Cooper como Charles Aiken
- Abigail Breslin como Jean Weston-Fordham
- Benedict Cumberbatch como "Little" Charles Aiken
- Juliette Lewis como Karen Weston
- Margo Martindale como Mattie Fae Aiken
- Dermot Mulroney como Steve Heidebrecht
- Julianne Nicholson como Ivy Weston
- Sam Shepard como Beverly Weston
- Misty Upham como Johnna Monevata

## Lançamento e bilheteria
No Brasil a estreia foi na mesma semana, no dia 27 de dezembro. No seu primeiro final de semana arrecadou R$ 821 mil em bilheteria nos cinemas brasileiros, ficando em sexto lugar entre os filmes mais vistos (a maior entre os não-blockbusters).
Esse foi o segundo filme entre Julia Roberts e Dermot Mulroney, depois de O Casamento do Meu Melhor Amigo (1997). E também o segundo filme entre Julia Roberts e Sam Shepard, depois de O Dossiê Pelicano (1993). E esse também foi o segundo filme entre Meryl Streep e Chris Cooper, depois de Adaptação (2002).

## Críticas
Em geral as críticas ao filme foram positivas. Os críticos destacaram a forma como a peça de mais de três horas foi bem adaptada para o cinema, e as atuações de Meryl Streep e Julia Roberts, apontadas como favoritas ao Oscar de Melhor Atriz em 2014.

## Prêmios
| Prêmio                        | Categoria                           | Recipiente | Resultado                   | Ref.   |
| ----------------------------- | ----------------------------------- | --- | --------------------------- | ------ |
| Oscar                         | Melhor Atriz                        | Meryl Streep | Indicado[carece de fontes?] |        |
|                               | Melhor Atriz Coadjuvante/Secundária | Julia Roberts | Indicado[carece de fontes?] |        |
| Golden Globes Awards          | Melhor Atriz                        | Meryl Streep | Nomeado                     | [ 8 ]  |
| Golden Globes Awards          | Melhor Atriz Coadjuvante            | Julia Roberts | Nomeado                     | [ 9 ]  |
| BAFTA                         | Melhor Atriz Coadjuvante            | Julia Roberts | Indicado                    | [ 10 ] |
| Capri Hollywood Film Festival | Melhor Elenco                       | Meryl Streep, Julia Roberts, Ewan McGregor, Chris Cooper, Abigail Breslin, Benedict Cumberbatch, Juliette Lewis, Margo Martindale, Dermot Mulroney, Julianne Nicholson, Sam Shepard e Misty Upham | Venceu                      | [ 11 ] |
| Capri Hollywood Film Festival | Melhor Atriz                        | Meryl Streep | Venceu                      | [ 11 ] |
| Capri Hollywood Film Festival | Melhor Filme                        | | Venceu                      | [ 11 ] |
| SAG Awards                    | Melhor Elenco                       | Meryl Streep, Julia Roberts, Ewan McGregor, Chris Cooper, Abigail Breslin, Benedict Cumberbatch, Juliette Lewis, Margo Martindale, Dermot Mulroney, Julianne Nicholson, Sam Shepard e Misty Upham | Indicado                    | [ 12 ] |
| SAG Awards                    | Melhor Atriz                        | Meryl Streep | Indicado                    | [ 12 ] |
| SAG Awards                    | Melhor Atriz Coadjuvante            | Julia Roberts | Indicado                    | [ 12 ] |
| Hollywood Film Awards         | Melhor Atriz Coadjuvante            | Julia Roberts | Venceu                      | [ 13 ] |
| Hollywood Film Awards         | Melhor Elenco                       | Meryl Streep, Julia Roberts, Ewan McGregor, Chris Cooper, Abigail Breslin, Benedict Cumberbatch, Juliette Lewis, Margo Martindale, Dermot Mulroney, Julianne Nicholson, Sam Shepard e Misty Upham | Venceu                      | [ 13 ] |